# Бургау
Бургау (нім. Burgau (Steiermark)) — ярмаркова громада в Австрії, розташована у федеральній землі Штирія, на південному сході країни, недалеко від кордону з Угорщиною.
Бургау лежить на висоті 275 м над рівнем моря і займає площу 19,99 км². Входить до складу округу Фюрстенфельд. Населення складає 1030 осіб (на 1 січня 2013 року).
Бургау славиться своїм замком, оточеним ровами, а також паломницькою церквою Марії Гнаденбрунн.

## Галерея

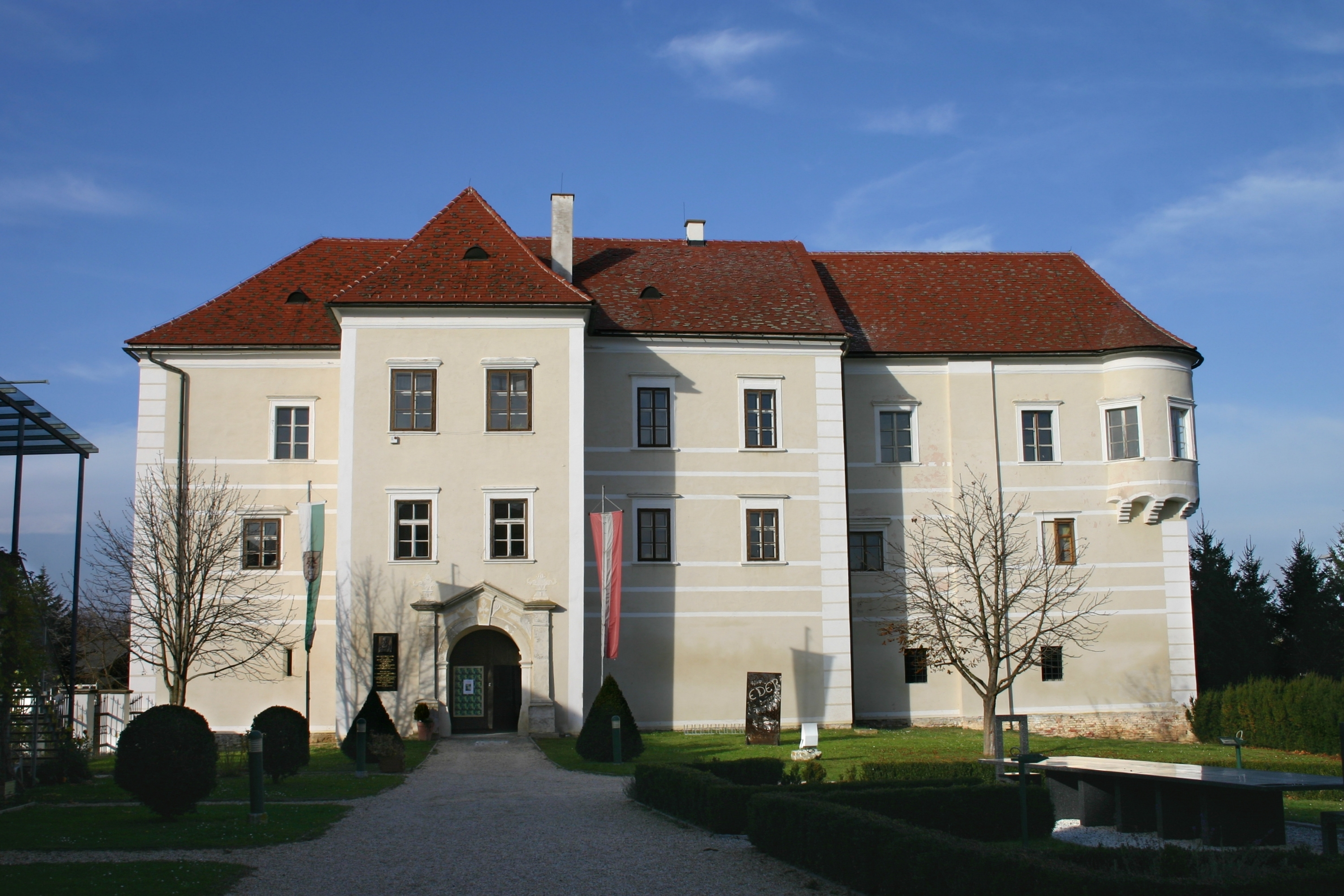
Замок Бургау
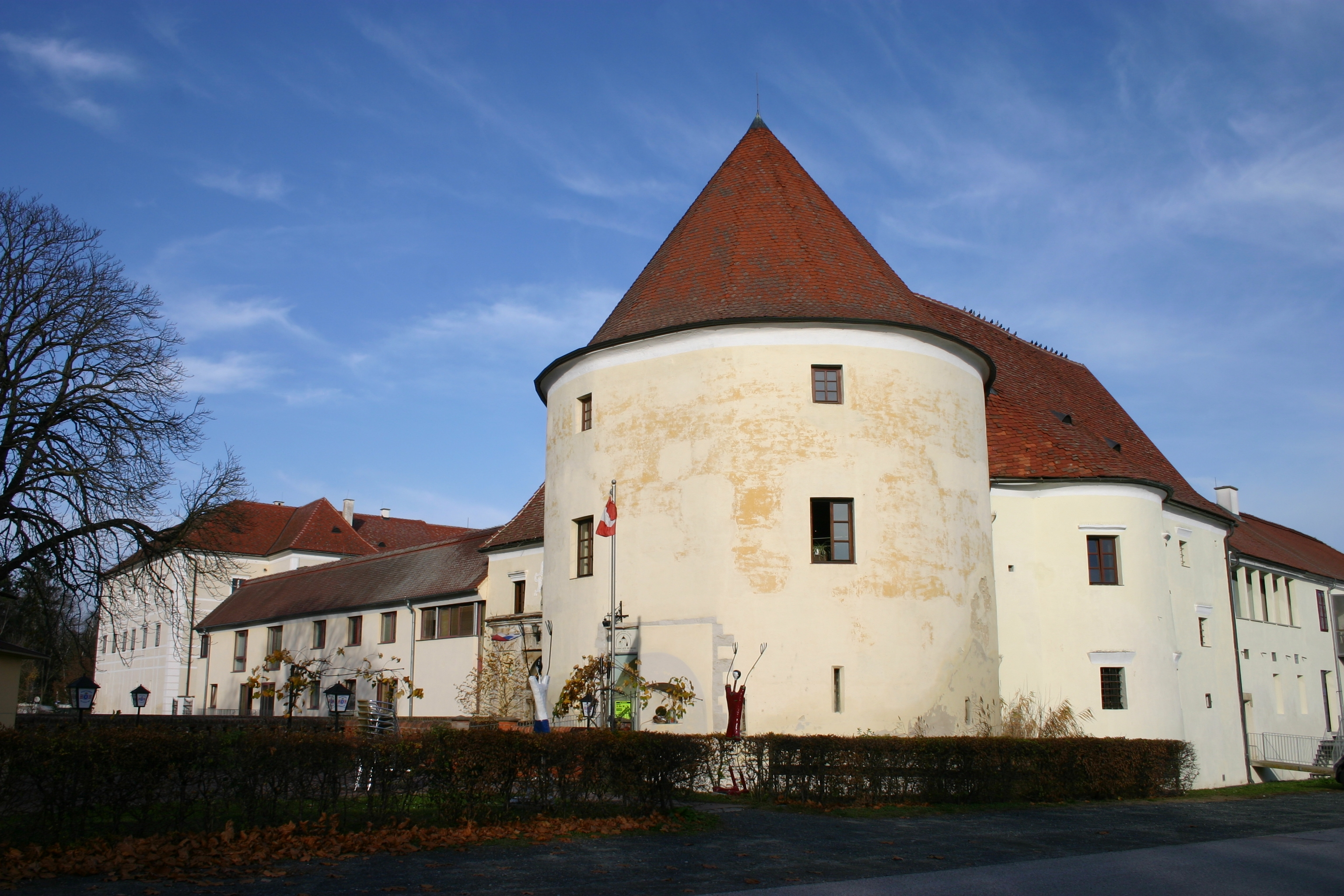
Замкова вежа
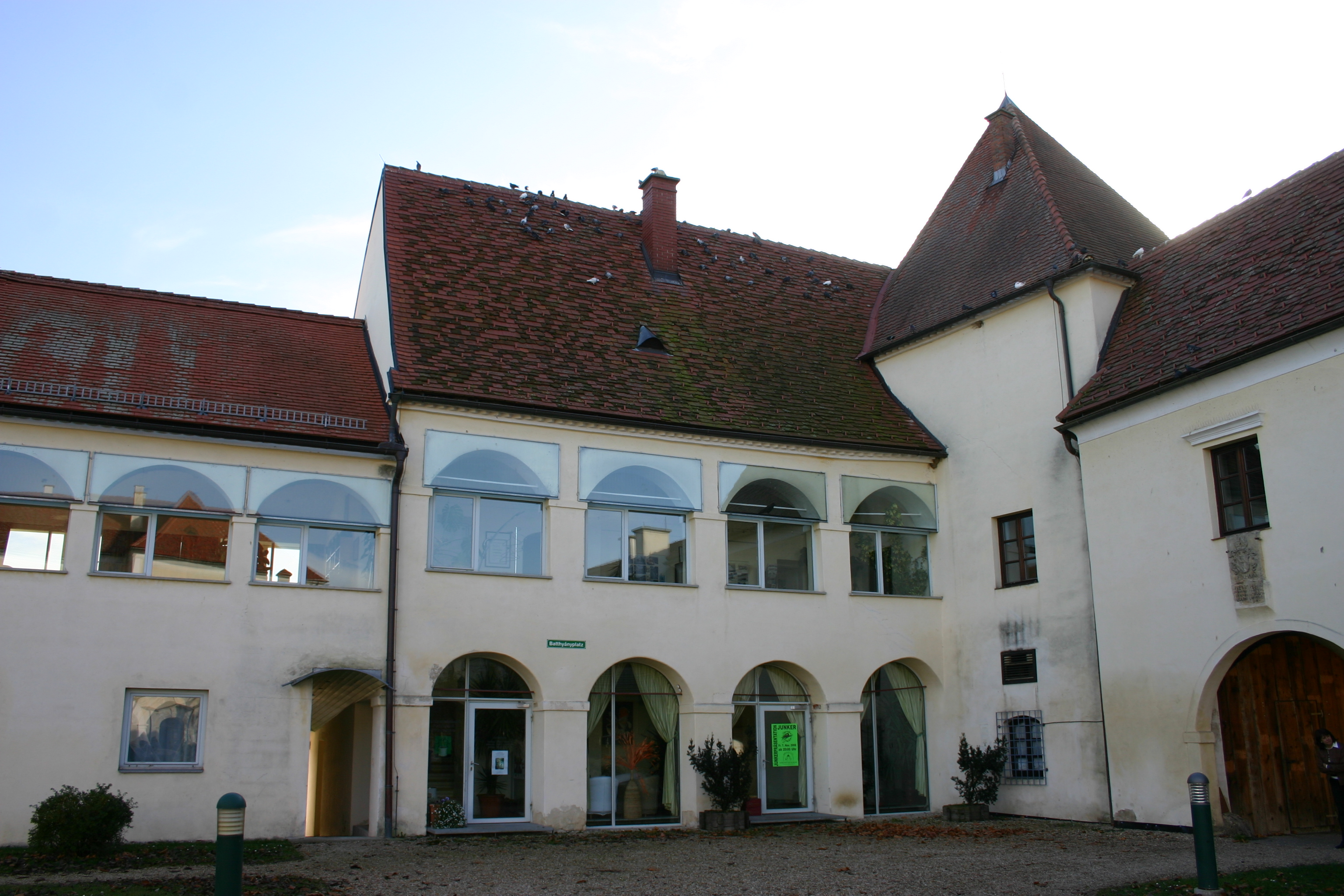
Муніципалітет в замку
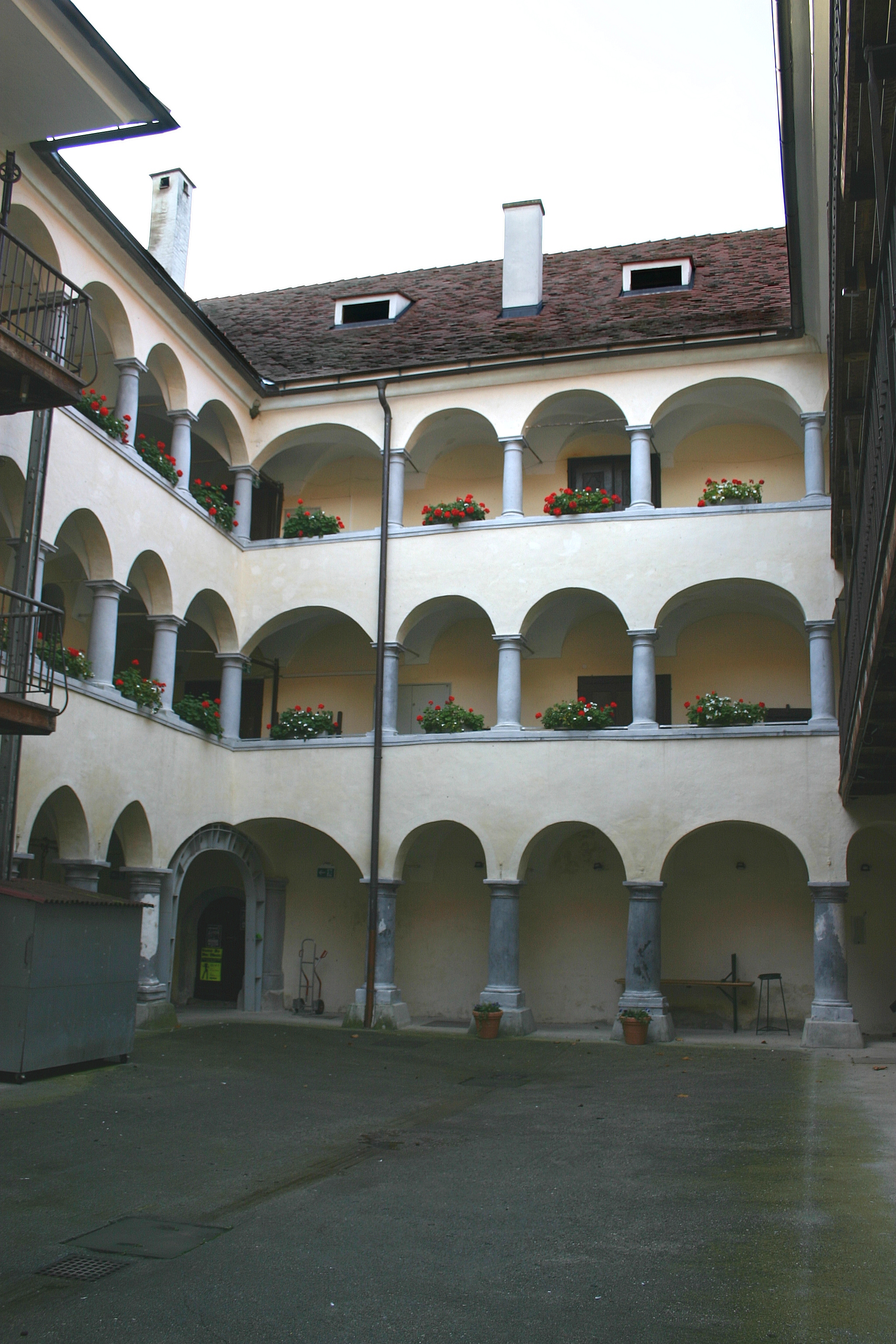
Подвір'я замку
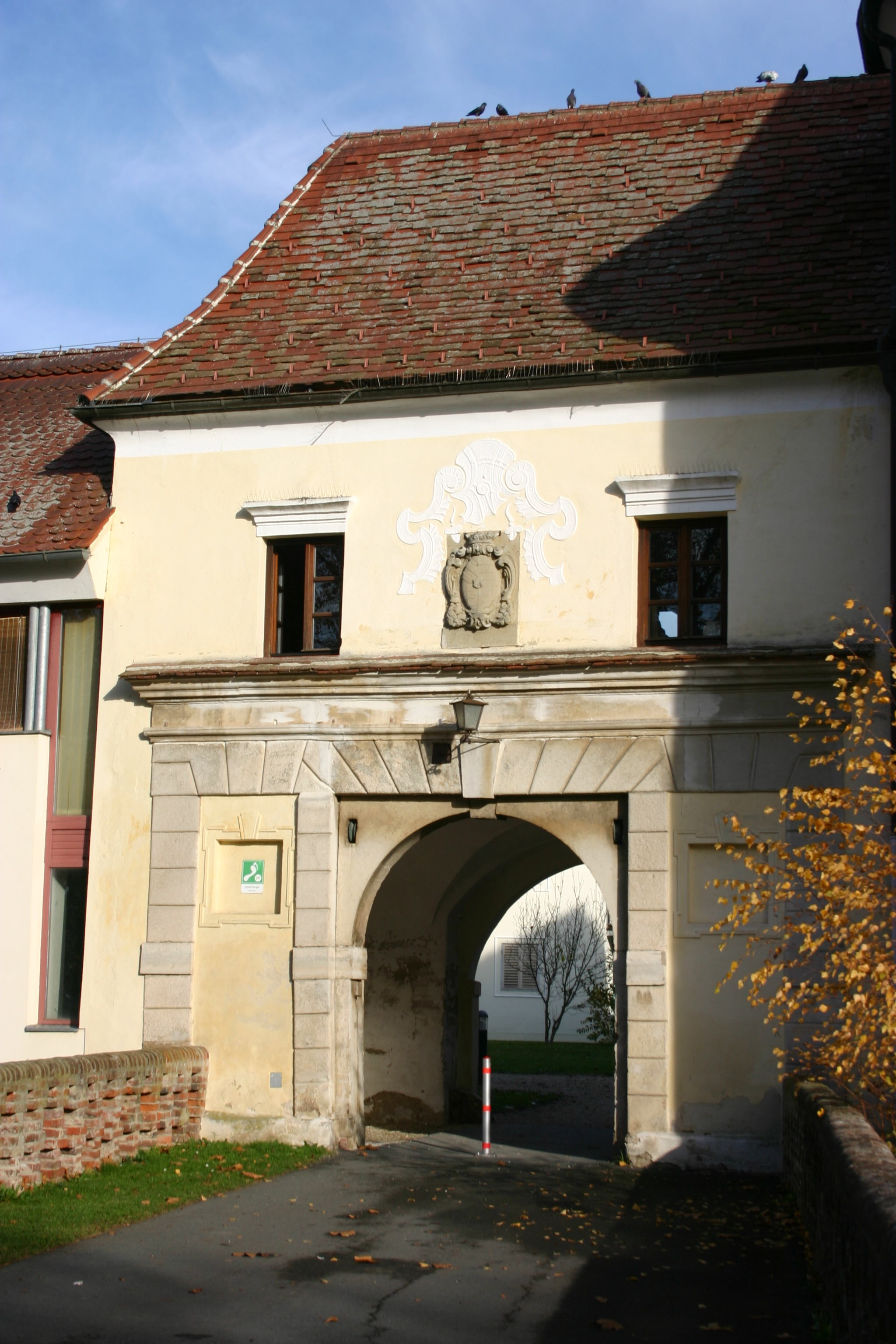
В'їзд у замок
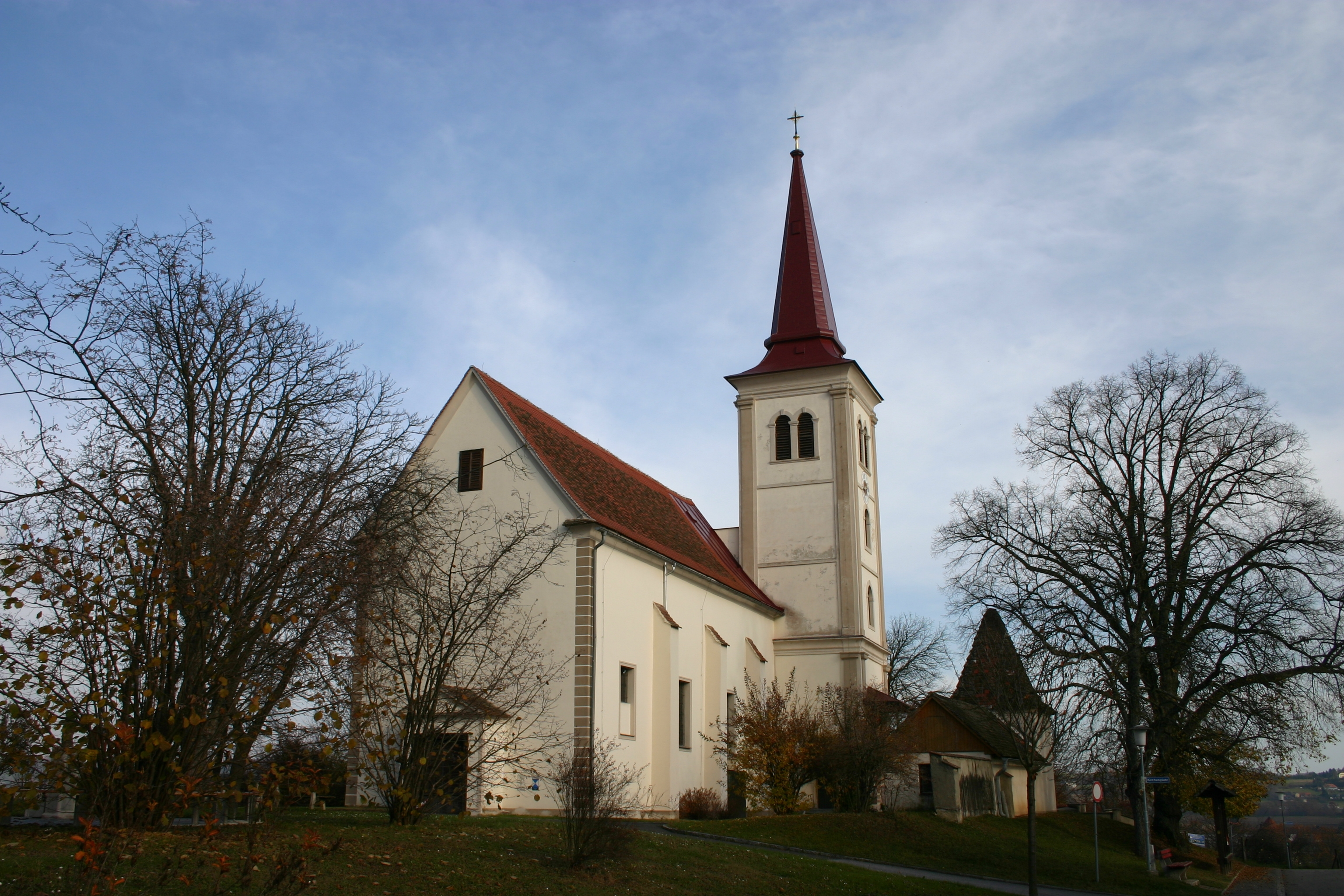
Римсько-католицька парафіяльна церква
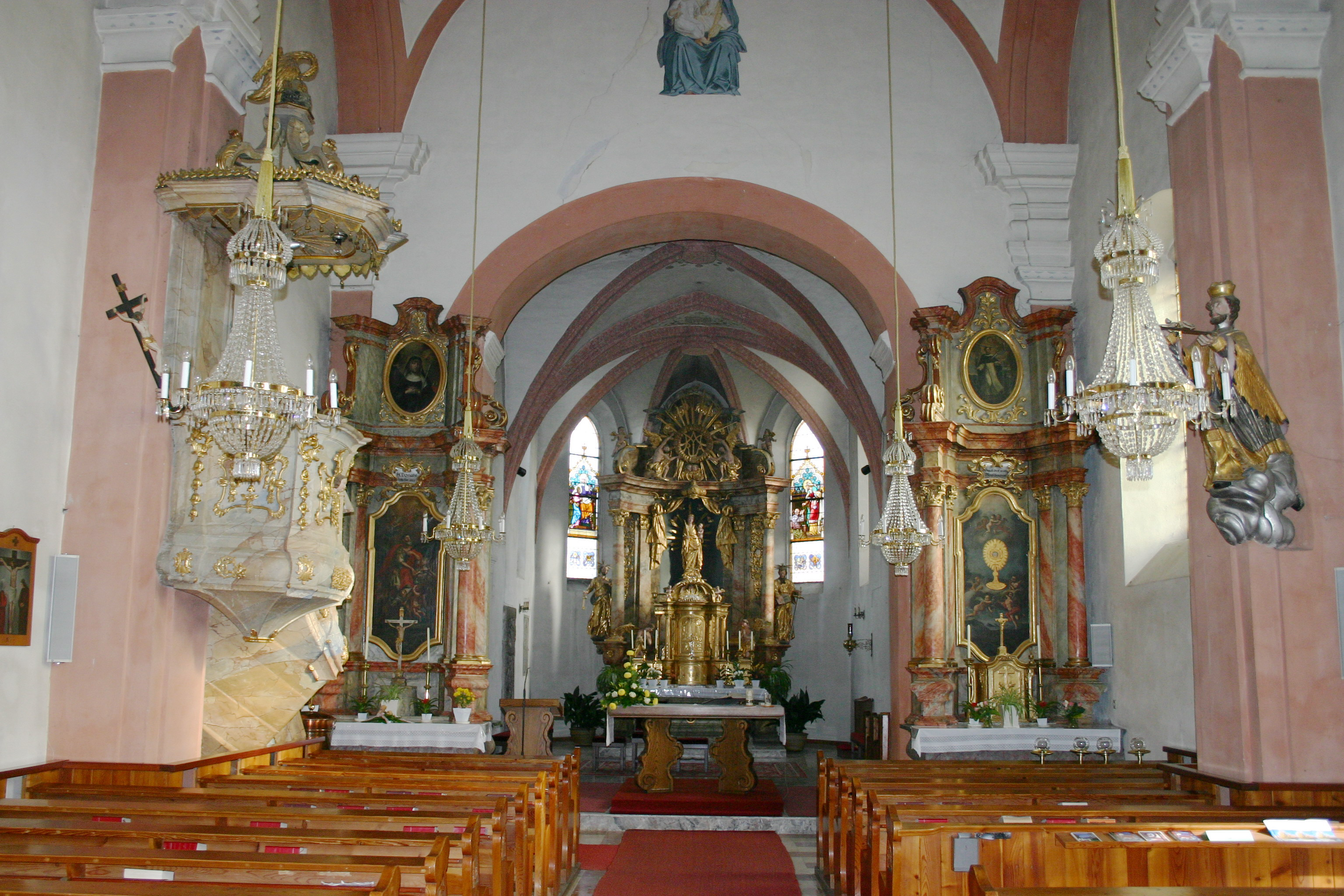
Інтер'єр парафіяльної церкви
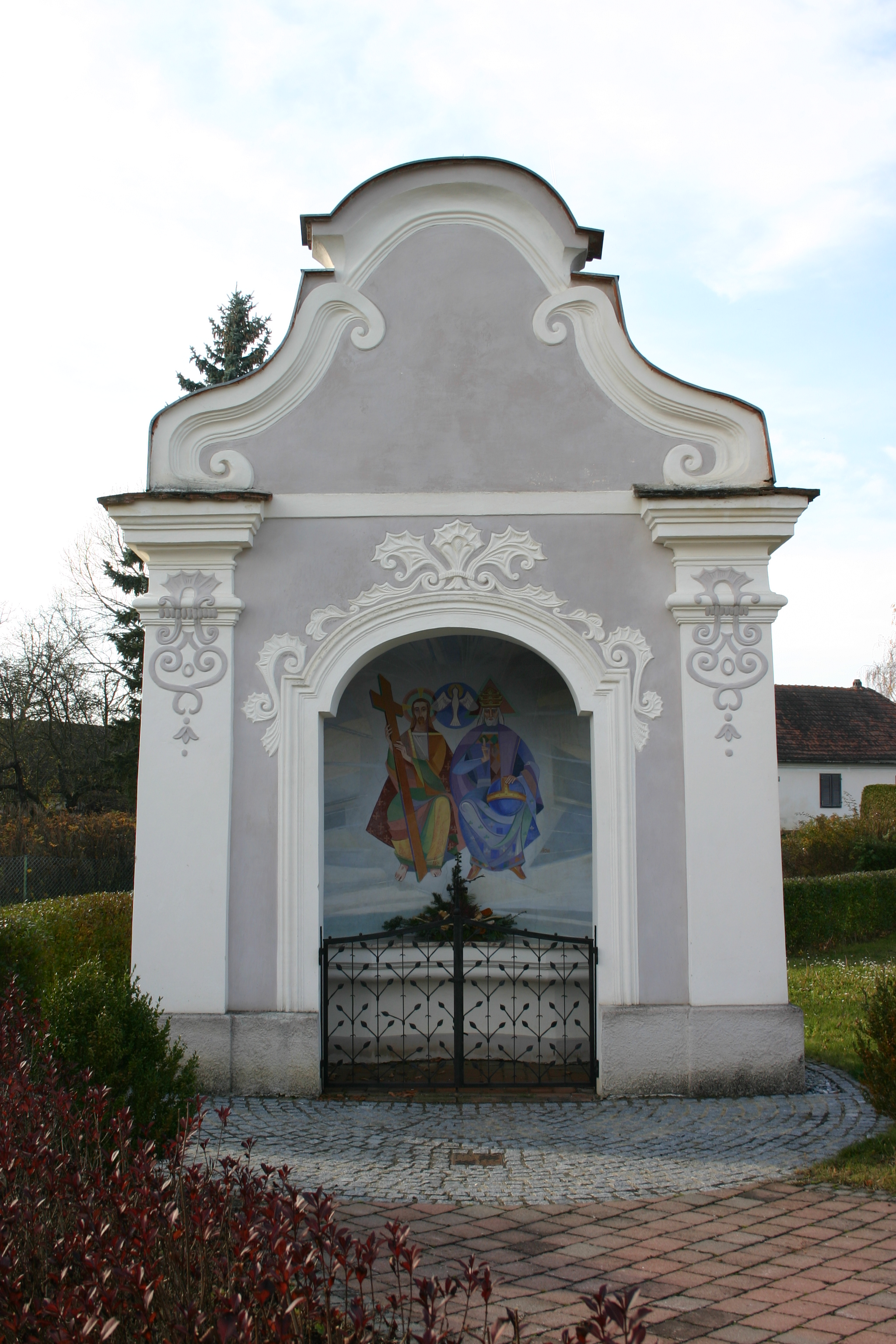
Каплиця Св. Трійці
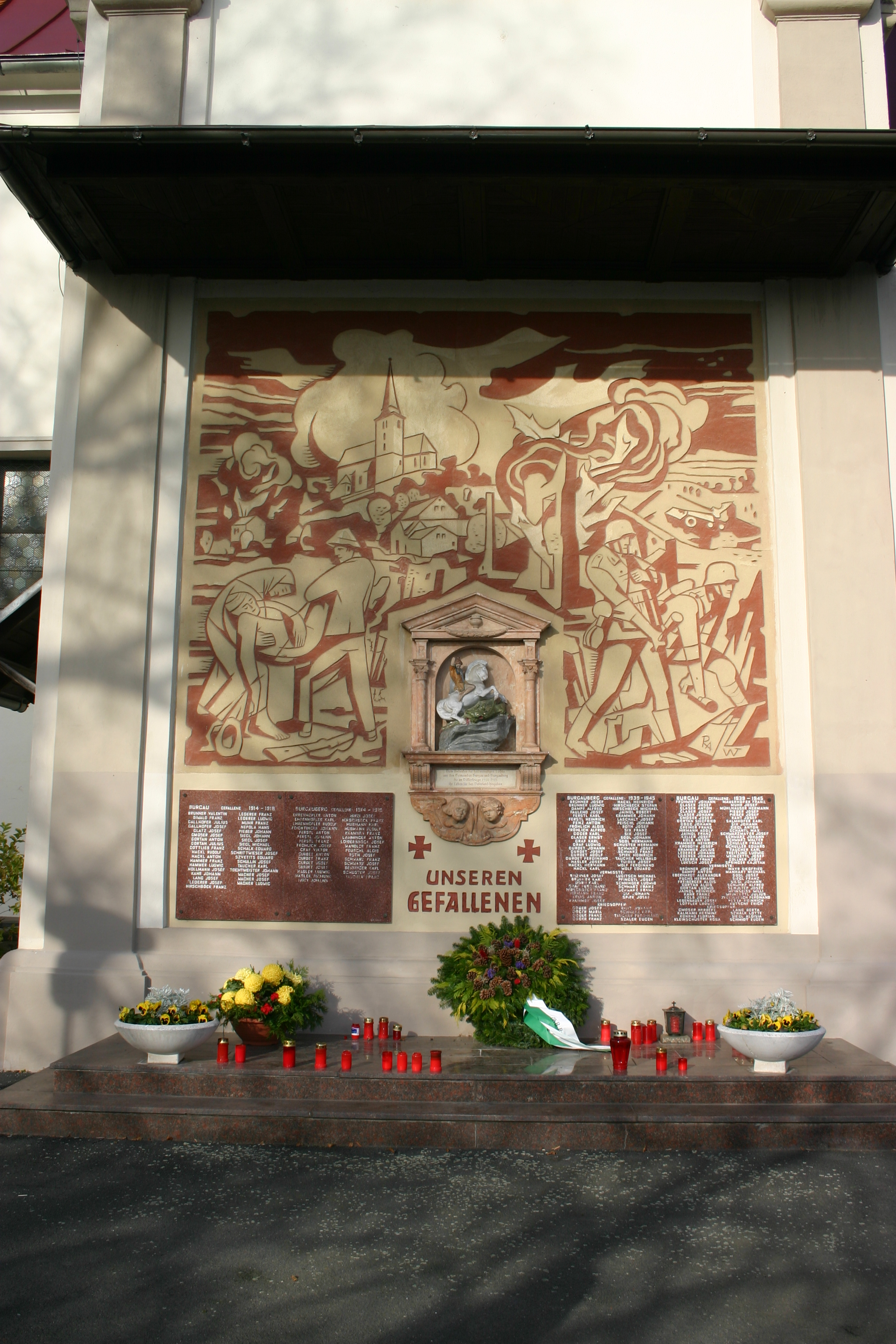
Пам'ятник жертвам війни
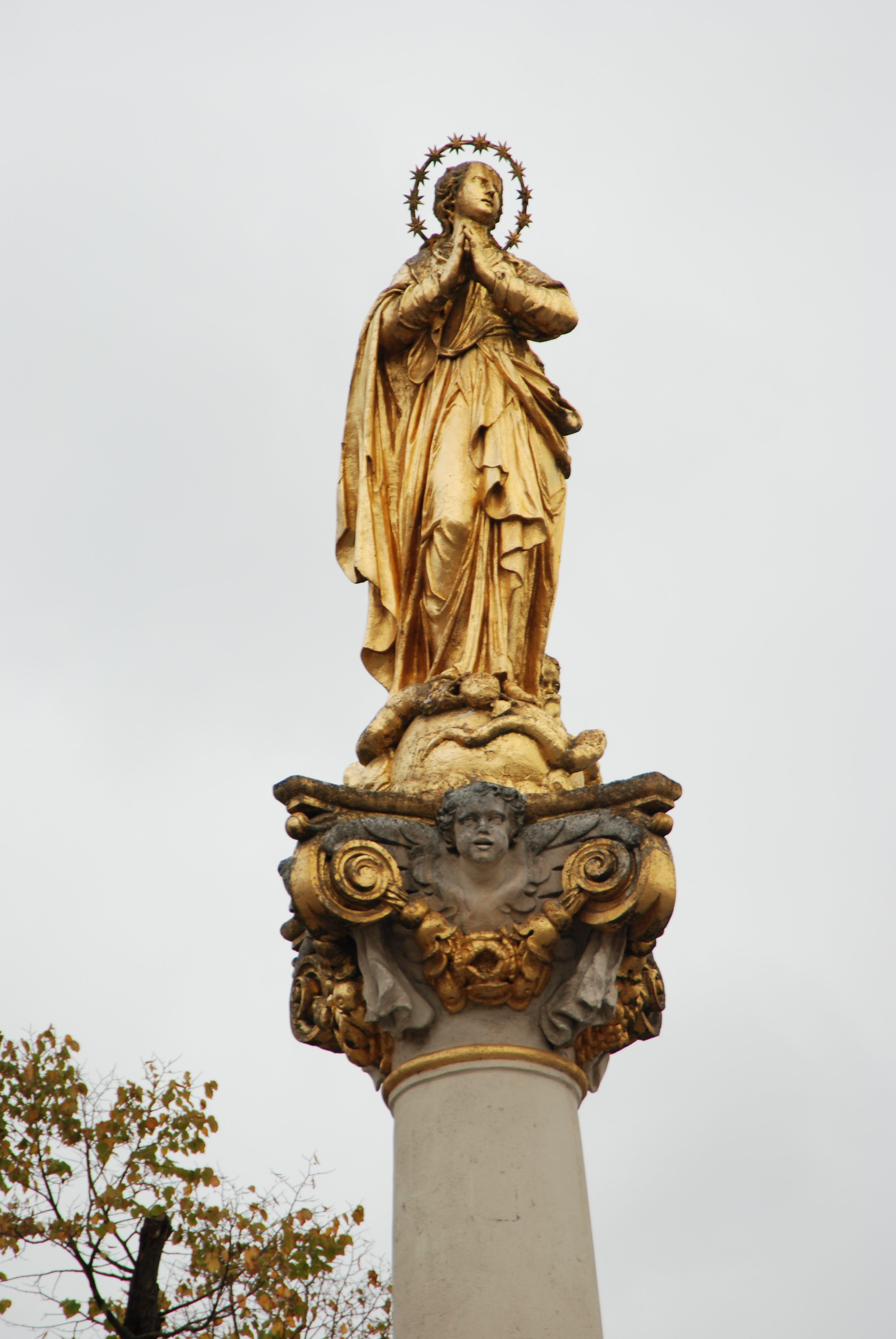
Колона Марії